# Amanda Brugel
Amanda Brugel (Pointe-Claire, Quebec, 24 de marzo de 1978) es una actriz canadiense, reconocida por su rol como Michelle Krasnoff en la serie de comedia canadiense Seed (2013–2014). En 2013, Brugel realizó un papel protagónico interpretando a Vanessa en la película de humor canadiense Sex After Kids, por la que ganó un premio ACTRA por mejor actuación femenina. Más tarde apareció en el drama de David Cronenberg Maps to the Stars (2014) y en la serie de televisión de ciencia ficción Orphan Black (2015).

## Filmografía
| Año             | Título                  | Rol                 | Notas                              |
| --------------- | ----------------------- | ------------------- | ---------------------------------- |
| 1999            | Vendetta                |                     |                                    |
| 2001            | Jason X                 | Geko                |                                    |
| 2002            | Jack & Ella             | Elizabeth           |                                    |
| 2004            | The Prince and Me       | Instructora de Yoga |                                    |
| 2007            | KAW                     | Emma                |                                    |
| 2009            | The Death of Alice Blue | Amanda              |                                    |
| 2013            | Sex After Kids          | Vanessa             | Nominada a un premio ACTRA en 2014 |
| 2013            | Treading Water          | Enfermera           |                                    |
| 2014            | Maps to the Stars       | Victoria            |                                    |
| 2014            | The Calling             | Oficial             |                                    |
| 2015            | Room                    | Oficial Parker      |                                    |
| 2015            | Orphan Black            | Marci Coates        |                                    |
| 2016            | Suicide Squad           |                     |                                    |
| 2017-actualidad | El cuento de la criada  | Rita                |                                    |
| 2019-2020       | Rétame                  | Faith Hanlon        |                                    |